# Alfa Romeo 6
O Alfa Romeo Alfa 6 é um automóvel construído pela construtora italiana Alfa Romeo.
Foi produzido de 1979 a 1986.

## Motores
| Modelo     | Alfa 6 2.0 L V6 | Alfa 6 2.5 L V6 | Alfa 6 2.5 L I5 Diesel |
| ---------- | --------------- | --------------- | ---------------------- |
| Disposição | 1997 cc         | 2492 cc         | 2994 cc                |
| Potência   | 99 kW (133 hp)  | 118 kW (158 hp) | 77 kW (103 hp)         |
| Anos       | 1983-1986       | 1979-1982       | 1983-1986              |